# Ambystoma taylori
Ambystoma taylori är en groddjursart som beskrevs av Brandon, Maruska och Rumph 1982. Ambystoma taylori ingår i släktet Ambystoma och familjen mullvadssalamandrar. IUCN kategoriserar arten globalt som akut hotad. Inga underarter finns listade i Catalogue of Life.